# Jean-Dominique Rachette
Jean-Dominique Rachette était un sculpteur franco-russe du XVIIIe siècle au service de la cour des Romanov à Saint-Pétersbourg.

## Biographie
Rachette étudia à l’Académie royale des beaux-arts du Danemark à Copenhague ainsi qu’à l’Académie royale de peinture et de sculpture à Paris. Il émigre en Russie en 1779 ou travailla pour le compte de la cour des Romanov à Saint-Pétersbourg et il devient professeur en 1800. Il travailla aussi comme Maitre modeleur (Modelmeister) à la Manufacture Impériale de Porcelaine.

## Œuvres
Il réalisa en autre un buste du mathématicien Leonhard Euler.